# FreeCol
FreeCol est un clone libre du jeu Colonization de Sid Meier. Il est publié sous la licence publique générale GNU. Majoritairement programmé en Java, il est multiplate-forme. En février 2007, il a été nommé « jeu du mois » de SourceForge.net.

## Déroulement du jeu

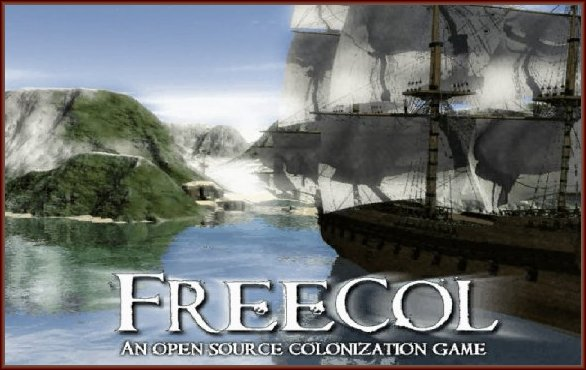

L'histoire de FreeCol débute en 1492 lors de la colonisation du Nouveau Monde. Le joueur débute avec quelques colons dans le but de développer une colonie pendant que ses rivaux européens font de même. Ensuite, le joueur développe sa colonie avec l'aide de la métropole jusqu'à ce qu'il soit assez puissant et indépendant pour déclarer son indépendance.
Pendant le jeu, le joueur peut commercer différents produits avec sa métropole et les nations amérindiennes. Dans chacune des villes de sa colonie, le joueur peut construire différents bâtiments et produire divers produits. Les produits peuvent être transportés par bateau ou par chariot. Seuls les navires peuvent être utilisés afin de commercer avec la métropole. Les immigrants européens doivent aussi être transportés en bateau jusqu'à la colonie.
Le joueur doit assigner des tâches à ses colons dans les villes ; ces tâches sont soit de récolter les ressources premières autour de la ville ou de travailler dans un des bâtiments de la ville. Les colons peuvent avoir des spécialités qui leur confèrent un bonus s'ils effectuent la tâche dans laquelle ils sont spécialistes. Un joueur peut assigner plusieurs colons dans la même ville, mais il doit surveiller la quantité de nourriture pour éviter que la ville tombe en famine. Le joueur peut assigner plus d'un colon à travailler dans le même bâtiment pour en accélérer la production. Cependant, il doit s'assurer qu'il y a assez de ressource première à leur fournir sinon ces colons ne vont que consommer de la nourriture et ne prodiguer aucune production. Les colons peuvent aussi se voir attachés des outils, des chevaux et des mousquets pour travailler en dehors de la ville. Un colon avec des outils est appelé un pionnier et il peut construire des aménagements autour des villes comme des routes et des champs défrichés. Un colon avec des mousquets devient un soldat, s'il a aussi des chevaux, il devient un dragon. Ces derniers sont utilisés afin de défendre la colonie. Un colon avec seulement des chevaux est un éclaireur qui peut être utilisé afin d'explorer le territoire et de rencontrer les Amérindiens.